# HD 147614
HD 147614，又名CD-4510633，SAO 226730、HR 6099，是一颗恒星，视星等为6.33，位于銀經337.31，銀緯2.8，其B1900.0坐标为赤經16h 17m 44.1s，赤緯-45° 2.8′ 0″。